# 堵天顏
堵天颜（？—？），號夢日，河南开封府陽武縣军籍。

## 生平
天颜甫七岁，就学于封丘东江村外祖父，万历四十年（1612年）壬子科河南乡试举人，四十一年（1613年）联捷癸丑科進士，谒选除清苑知县。满六载，迁工部主事，时有采石之役，诸郎多不肯预采石事，主者属天颜，而领之无难色。及报竣，赐白银文绮者三，进员外、郎中，俱以善职称。天啓六年升任湖州府知府，崇祯元年二月升湖广布政使司参政，分守郧阳。历任湖广按察使。后致仕归，家居近三十载，年八十七卒。著有《老安集》、《花事类赋》等。

## 家族
曾祖堵儒，寿官。祖父堵臣，寿官。父堵嘉猷，省祭，以子贵封工部主事。
堂侄堵之峻，字岩若，康熙己酉科舉人，堵之磐從弟。